# Steve Jones (voetballer)
Stephen ("Steve") Graham Jones (Derry, 25 oktober 1976) is een Noord-Iers voetballer die bij voorkeur als centrale aanvaller speelt.

## Clubcarrière
Jones begon zijn loopbaan bij Blackpool en kwam verder onder meer uit voor Bradford City, Huddersfield Town, Crewe Alexandra en Burnley. Sinds medio 2013 speelt hij voor Airbus UK Broughton uit Wales.

## Interlandcarrière
Jones speelde in totaal 29 officiële interlands (één goal) voor Noord-Ierland. Als speler van Crewe Alexandra maakte hij zijn debuut voor de nationale ploeg op 3 juni 2003 in de vriendschappelijke uitwedstrijd tegen Italië (2-0).